# Маркет (Висконсин)
Маркет (енгл. Marquette) град је у америчкој савезној држави Висконсин.

## Демографија
По попису из 2010. године број становника је 150, што је 19 (-11,2%) становника мање него 2000. године.
| Група             | 2000.       | 2010.       |
| Белци             | 167 (98,8%) | 148 (98,7%) |
| Афроамериканци    | 0 (0,0%)    | 0 (0,0%)    |
| Азијати           | 0 (0,0%)    | 0 (0,0%)    |
| Хиспаноамериканци | 1 (0,6%)    | 2 (1,3%)    |
| Укупно            | 169         | 150         |